# Lone Pine Koala Sanctuary
Het Lone Pine Koala Sanctuary is een opvangcentrum voor koala's in Queensland (Australië).
Het centrum werd opgericht in 1927 en vormt daarmee het oudste en grootste koala-opvangcentrum in de wereld. Het herbergt of herbergde ook andere dieren zoals kangoeroes, Tasmaanse duivels, verschillende soorten reptielen en vogels en een vogelbekdier. Vogels die er huizen zijn onder meer kaketoes, kookaburra's en emoes.
Bezoekers mogen dieren vaak knuffelen en voeden. Uniek is dat ze tegen betaling koala's mogen vasthouden - elke koala maximaal 30 minuten per dag. Bezoekers kunnen kangoeroes voederen in het aanpalende reservaat, waar ruim 130 van deze dieren vrij lopen. Ze kunnen er ook de vrij rondvliegende regenbooglori's voederen. Dagelijks is er een roofvogelshow.
Het centrum is per auto, bus en boot te bereiken. 